# Amerykański wampir
Amerykański wampir (ang. American Vampire) – amerykańska seria komiksowa stworzona przez Scotta Snydera (scenariusz) i Rafaela Albuquerque (rysunki). Współtwórcą scenariuszy pierwszych zeszytów jest Stephen King. Seria ukazywała się w formie miesięcznika od marca 2010 do października 2021 nakładem Vertigo – imprintu wydawnictwa DC Comics. Po polsku opublikowało ją w całości wydawnictwo Egmont Polska w tomach zbiorczych.

## Fabuła
Przebiegły, bezwzględny i nienasycony Skinner Sweet jest pierwszym wampirem zrodzonym na amerykańskiej ziemi. Jest silny, nie boi się słońca i starych wampirów, pragnie krwi i słodyczy. Kiedyś rabował banki i pociągi. W końcu wpadł i podczas próby ucieczki został zastrzelony. Czterdzieści pięć lat później wstał z grobu i znalazł się w Los Angeles lat 20. XX wieku. Tu poznaje młodą aktorkę Pearl Jones, która dzięki Skinnerowi wchodzi na drogę zemsty przeciwko grupie wampirów, które usiłowały ją zabić.

## Tomy zbiorcze
| Tom | Wydanie polskie                 | Wydanie oryginalne             | Zawartość tomu zbiorczego                                                                          |
| --- | ------------------------------- | ------------------------------ | -------------------------------------------------------------------------------------------------- |
| 1   | Amerykański wampir tom 1 (2011) | American Vampire Vol. 1 (2010) | American Vampire #1-5                                                                              |
| 2   | Amerykański wampir tom 2 (2012) | American Vampire Vol. 2 (2011) | American Vampire #6-11                                                                             |
| 3   | Amerykański wampir tom 3 (2015) | American Vampire Vol. 3 (2012) | American Vampire #12-18 oraz poboczną miniserię pt. American Vampire: Survival of the Fittest #1-5 |
| 4   | Amerykański wampir tom 4 (2015) | American Vampire Vol. 4 (2012) | American Vampire #19-27                                                                            |
| 5   | Amerykański wampir tom 5 (2015) | American Vampire Vol. 5 (2013) | American Vampire #28-34 oraz poboczną miniserię pt. American Vampire: Lord of Nightmares #1-5      |
| 6   | Amerykański wampir tom 6 (2016) | American Vampire Vol. 6 (2014) | jednoczęściowe opowieści: American Vampire Anthology i American Vampire: Long Road to Hell         |
| 7   | Amerykański wampir tom 7 (2016) | American Vampire Vol. 7 (2015) | American Vampire (cykl drugi) #1-5                                                                 |
| 8   | Amerykański wampir tom 8 (2017) | American Vampire Vol. 8 (2015) | American Vampire (cykl drugi) #6-11                                                                |
| 9   | Amerykański wampir 1976 (2023)  | American Vampire: 1976 (2021)  | American Vampire: 1976 #1-10                                                                       |

## Nagrody
W 2011 Snyder, Albuquerque i King otrzymali Nagrodę Eisnera za najlepszą nową serię komiksową.